# 植村家隆
植村 家隆（うえむら いえたか、1920年（大正9年）6月2日 - 1981年（昭和56年）5月18日）は日本の実業家。日本生命保険元専務取締役。ニッセイ児童文化振興財団（現：ニッセイ文化振興財団）常務理事。日本インターナショナル整流器監査役。旧子爵・旧大和高取藩第16代当主。東京都港区在籍。従五位。

## 経歴
東京都出身。旧大和高取藩第15代当主・植村家治の次男として生まれる。1944年（昭和19年）神戸商業大学（現：神戸大学）卒業後、1946年（昭和21）10月日本生命保険に入社。1968年（昭和43年）東京総務部長、1971年（昭和46年）取締役、1974年（昭和49年）常務、1979年（昭和54年）専務に就任。
1981年（昭和56年）5月18日、急性心不全のため聖路加国際病院で死去。葬儀は社葬（葬儀委員長は弘世現社長）により青山葬儀所（青山斎場）で、同年6月2日に執り行われた。

## 人物
趣味は旅行、スポーツ、園芸。宗教は天台宗。
日本人離れした端正なマスク、ソフトな物腰から、日本生命保険時代は女性社員のファンが多かったという。

## 家族
- 妻・芳子（1921年（大正8年）8月1日生）
東京女子高等師範学校附属高等女学校卒[2]。父は元衆議院議員の一宮房治郎[2]。兄は元理化学研究所副理事長の一宮虎雄[2]。義兄（姉・小夜子の夫）は小田急電鉄社長や日本民営鉄道協会会長等を務めた広田宗[2]。
- 長男・家顯（1944年（昭和19年）1月25日生）  
学習院大学大学院修士課程修了[2]。東京ガスケミカル元社長。東京ガス元執行役員。旧大和高取藩第17代当主。